# Iratxe Fresneda
Iratxe Fresneda Delgado, née en 1974 à Arrigorriaga est une cinéaste et scénariste basque attachée aux questions de genre.
Son documentaire Les Échos d'Irrintzia, sur la vie et l’œuvre de la cinéaste Mirentxu Loiarte, a été présenté lors du la Festival international du film de Saint-Sébastien 2016.

## Biographie
Iratxe Fresneda est spécialiste du cinéma scandinave et participe à plusieurs projets de recherche internationaux. Elle a également été professeure invitée à l'Université du Nevada à Reno, aux États-Unis, au département de cinéma de l'Université de Lund en Suède et à l'Université Toulouse II en France.
En 2013, elle soutient une thèse de doctorat intitulée Stéréotypes sur les femmes dans les films de Lars von Trier : Médéa, Breaking the Waves, Les Idiots, Dancer in the Dark, Dogville. Elle étudie les stéréotypes sur les femmes du réalisateur de films Lars von Trier. Elle en conclut que le réalisateur danois transcrit dans ses films le système oppressif auquel les femmes sont soumises. Elle a  obtenu une bourse du département de la recherche et de la politique scientifique du gouvernement basque, pour réaliser cette étude.
Le documentaire Les Échos d'Irrintzia est présenté au Festival international du film de Saint-Sébastien 2016 ; il retrace l’œuvre et le parcours de Mirentxu Loiarte, cinéaste de Pampelune. Il reçoit de très bonnes critiques et il est présenté dans plusieurs festivals internationaux. En 2017, il remporte le prix du meilleur film basque dans la section Cine Invisible-Social Film lors de la 9e édition du Festival international du film.
En octobre 2018, Iratxe Fresneda réalise un film documentaire Lurralde Hotzak (Terres froides). Dans ce film, la réalisatrice s'interroge sur le statut de l'image cinématographique en utilisant les archives cinématographiques et les images actuelles. Le film est un road-movie actuel.
Iratxe Fresneda est également réalisatrice et scénariste pour plusieurs programmes culturels à Euskadi Irratia (EITB) depuis de nombreuses années. Elle collabore avec les médias et travaille en tant que programmatrice auprès de diverses institutions culturelles,. Elle est également chargée de cours au département des communications et de la publicité de l'Université du Pays basque et participe à la maîtrise en études féministes et en genre. Les Échos d'Irrintzi est son premier film en tant que réalisatrice et scénariste.

## Documentaires
- Irrintziaren Oihartzunak - Les Échos d'Irrintzi, 2016

PRIX: Festival Internacional de Cine Invisible 'Film Sozialak' (Bilbao) Meilleure production basque 2017.
- Lurralde hotzak - Terres froides, 2018

PRIX: Festival international du film de Porto Femme (Portugal) Prix du meilleur documentaire international 2019.
PRIX:  Mention spéciale du jury à la Mostra internazionale del cinema di Genova (Italie) 2020.
- Tetuán - Tétouan, 2022
- Bide guztiak irekiak daude - All the roads are open, (scénario) 2021